# كلوديا جاديلها
آنا كلوديا دانتاس جاديلها (تلفظ برتغالي: /ˈklawdʒɐ ɡaˈdeʎɐ/؛ مواليد 7 ديسمبر 1988) هي مُقاتلة فنون قتالية مختلطة برازيلية.

## وصلات خارجية
- كلوديا جاديلها على موقع يو إف سي (الإنجليزية)
- كلوديا جاديلها على موقع شيردوغ (الإنجليزية)
- كلوديا جاديلها على موقع Tapology.com (الإنجليزية)
- كلوديا جاديلها على موقع IMDb (الإنجليزية)
- كلوديا جاديلها على موقع قاعدة بيانات الفيلم (الإنجليزية)